# 효도 신고
효도 신고(일본어: 兵藤 慎剛, 1985년 7월 29일 ~ )는 일본의 전 축구 선수이다.

## 구단 경력
그는 2008년부터 2021년까지 J리그의 요코하마 F. 마리노스, 홋카이도 콘사돌레 삿포로, 베갈타 센다이, SC 사가미하라에서 활동하였다.

## 국가대표팀 경력
그는 2005년 FIFA 세계 청소년 축구 선수권 대회에 참가할 일본 U-20 국가대표팀에 발탁되었으며, 4경기에 출전했다.